# Duchess (Schiff, 1933)
HMS Duchess (H64) war ein Zerstörer der D-Klasse der britischen Royal Navy. Bei Ausbruch des Zweiten Weltkriegs in China stationiert, wurde das Schiff erst ins Mittelmeer und dann in die Heimat verlegt. Der Zerstörer ging gleich nach Erreichen der Heimatgewässer schon am 12. Dezember 1939 verloren. Das Schlachtschiff Barham rammte ihn und er sank mit 137 Mann der Besatzung. Die Duchess war der erste Kriegsverlust der D-Klasse.

## Geschichte
Am 2. Februar 1931 wurden die acht Zerstörer und der Flottillenführer der D-Klasse bei fünf britischen Werften bestellt. Die Werft Palmers Shipbuilding & Iron Co. in Jarrow nahe Newcastle erhielt den Auftrag zum Bau zweier Zerstörer, deren Kiellegung unter den Baunummern 1006 und 1007 am 20. Juni 1931erfolgte. Die Bauwerft hatte 1895 mit dem „27 knotter“ Janus (später A-Klasse) erstmals einen Zerstörer für die Royal Navy gebaut, der fast 50 weitere bis zur Abwicklung der Kriegsbauprogramme des Ersten Weltkriegs gefolgt waren. Im Neubauprogramm folgte der Auftrag für die Zerstörer Brazen und Boreas der B-Klasse.
Die Duchess (Baunummer 1007) lief am 19. Juli 1932 vom Stapel. Sie war das vierte Schiff der Royal Navy mit dem Namen Duchess (engl. Herzogin) seit 1652; zuletzt hatte von 1916
bis 1919 ein Minensucher mit Seitenradantrieb den Namen geführt, der 1903 als ziviler Raddampfer gebaut worden war. Der neue Zerstörer Duchess wurde am 24. Januar 1933 als letztes von der Werft fertiggestelltes Schiff abgeliefert.

### Einsatzgeschichte
Zusammen mit ihren Schwesterschiffen ersetzte die Duchess ab Ende 1932 bei der 1. Zerstörerflottille, die der Mittelmeerflotte zugeordnet war, eine bis dahin von der Montrose geführte Flottille von Zerstörern der V- und W-Klasse. Ende 1934 tauschte die Flottille dann Namen und Stationierungsort mit den von der Keppel geführten Flottille von V- und W-Zerstörern und wurde die „8th Destroyer Flotilla“ auf der China Station. Als im Mai die Flottillen der Tribal-Zerstörer in das Nummernsystem eingeordnet wurden, erhielt die weiter in Hongkong stationierte Flottille die Bezeichnung „21st Destroyer Flotilla“.
Zu Beginn des Zweiten Weltkriegs war eine Division der Flottille mit den Zerstörern Decoy, Defender, Delight und der Duchess gemäß den Mobilmachungsplänen bereits auf dem Marsch ins Mittelmeer, wo sie am 19. September in Alexandria zur Mittelmeerflotte traten. Im Mittelmeer wurden die Duchess und ihre Schwesterschiffe zur Sicherung von Konvois zwischen Ägypten und Malta und weiter bis auf die Höhe von Algier eingesetzt.

### Ende derDuchess
Noch vor Jahresende bekam Duchess mit dem Flottillenführer Duncan die Aufgabe, das Schlachtschiff Barham von Malta in heimische Gewässer zu geleiten. Am 6. Dezember 1939 verließ der Verband Gibraltar und lief westlich von Irland nach Norden, um den Clyde zu erreichen. Im Nordkanal verstärkten
Exmouth, Echo und Eclipse die Sicherung des Schlachtschiffs. Auf Höhe des Mull of Kintyre liefen alle Schiffe trotz dichten Nebels wegen der U-Boot-Gefahr Zick-Zack-Kurse. Dabei kreuzten sich die Fahrwege des Zerstörers und des Schlachtschiffs. Am frühen Morgen des 12. Dezember 1939 rammte das Schlachtschiff daher den Zerstörer, der mit 137 Besatzungsangehörigen sank (bei Position 55° 19′ N, 6° 6′ W). Die an der Unfallstelle bis zum Eintritt des Tageslichts verbleibenden Zerstörer Echo und Eclipse konnten nur 23 Schiffbrüchige retten, während die Exmouth und Duncan mit dem Schlachtschiff die Fahrt in den Clyde fortsetzten.

### Erneute Namensverwendung
Den Namen Duchess erhielt dann ein 1951 in Dienst gestellter Flottenzerstörer der Daring-Klasse. Dieses Schiff wurde 1964 nach dem Verlust der HMAS Voyager der Royal Australian Navy zur Verfügung gestellt und erst 1977 außer Dienst gestellt. Ab 1980 erfolgte der Abbruch des Schiffes in Taiwan.